# 特別航空輸送隊
特別航空輸送隊（とくべつこうくうゆそうたい、英称：Special Airlift Group）とは、航空自衛隊航空支援集団隷下の、皇室及び政府の要人輸送等を行う日本国政府専用機の運用を行っている部隊である。司令部は北海道千歳市の千歳基地。略称は「特輸隊」。

## 沿革
- 1987年（昭和62年）5月28日 - 政府専用機の導入を決定
- 1991年（平成03年）9月17日・11月18日 - ボーイング社から747-400型機を受領（総理府の予算で購入されたため、民間機扱い）
- 1992年（平成04年）4月10日 - 機体が総理府から防衛庁へと移管され民間機登録を抹消し、自衛隊機となる。千歳基地に臨時特別航空輸送隊を編成
- 1993年（平成05年）6月1日 - 特別航空輸送隊として新編
- 2003年（平成15年）
  - 3月31日 - イラク難民支援のため、テント160張をヨルダンへ空輸（初の国際協力業務）
  - 6月15日 - 部隊創隊10周年記念式典を実施[1]。
- 2013年（平成25年）6月8日 - 部隊創隊20周年記念式典を実施[2]。
- 2019年（平成31年）3月24日 - 政府専用機の機種交代式典が千歳基地の特別航空輸送隊格納庫で実施。B747-400型機は3月31日をもって退役し、4月1日からはB777-300ERが任務運航に就く[3]。

## 使用航空機

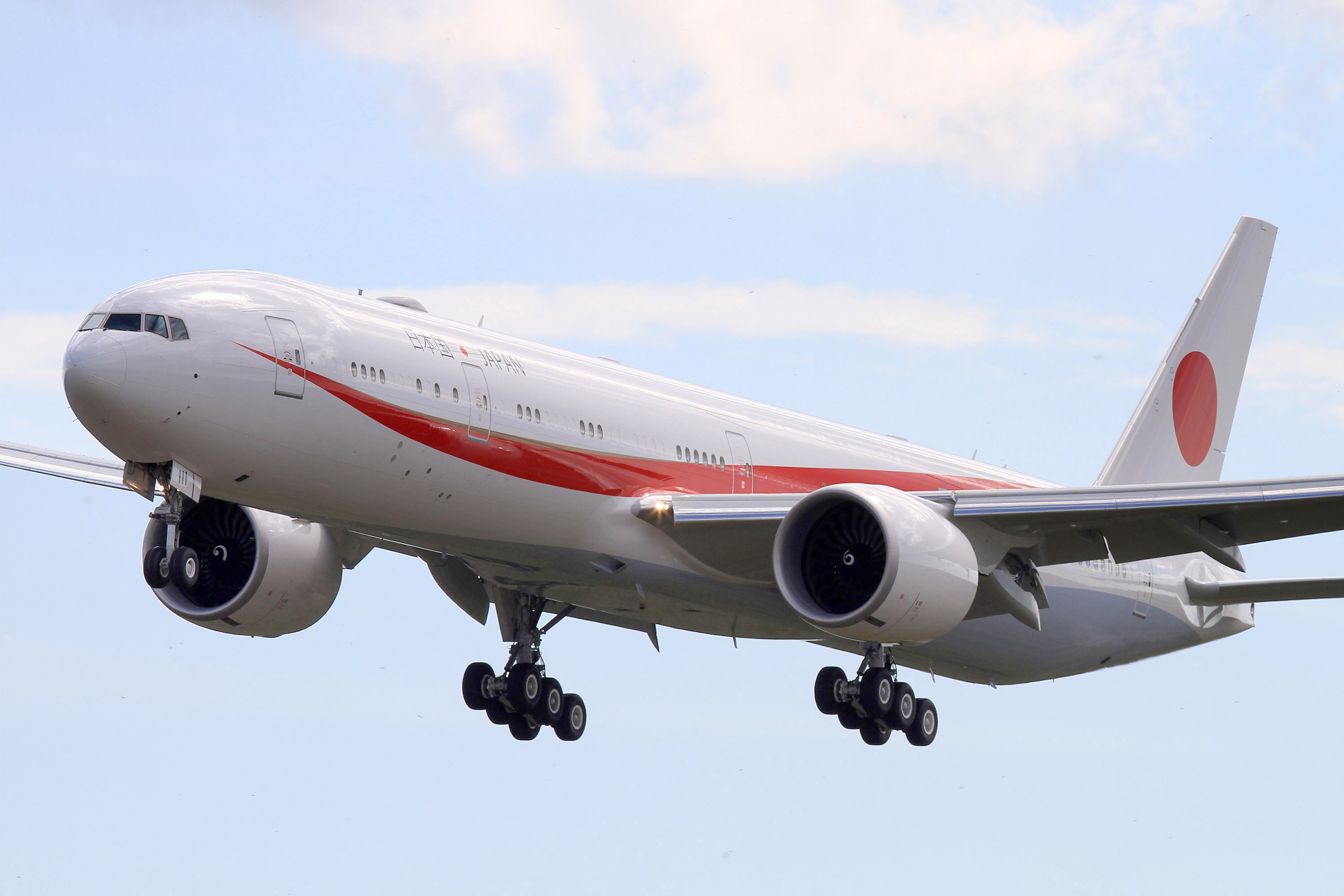
政府専用機（ボーイング777）

一般に政府専用機と呼ばれるボーイング777-300ER型機を2機運用している。任務運航の際は常に2機（1機が任務機、もう1機が予備機）で運用される。
- B777-300ER
- 全長 73.90m
- 航続距離14,000km

## 特別空中輸送員
任務運航の際、政府専用機には民間の旅客機と同じように客室業務を担当するキャビン・アテンダント（客室乗務員）として、空中輸送員と呼ばれる航空自衛官が十数名同乗する。なおこの空中輸送員は、正式には特別空中輸送員と呼ばれ、輸送機に搭乗する戦術空中輸送員（ロードマスター）とは、資格が区別されている。特別空中輸送員への道のりは、以下の通りである。
1. 航空自衛官として勤務
2. 所属長の推薦を受ける
3. 試験（学科・航空身体検査・面接）に合格後、美保基地で1ヶ月間の教育を受講
4. 客室乗務員として、民間航空会社で接遇や安全確保など研修（3ヶ月間）
5. 特別航空輸送隊で1ヶ月間の教育
6. 最終検定に合格後、配属

## 部隊編成
- 隊本部
- 第701飛行隊
  - 総括班
  - 第1飛行班（操縦幹部、航法幹部、運行管理者としての管制幹部、気象幹部、機上無線員）
  - 第2飛行班（空中輸送幹部、空中輸送員、隊員の約半数が女性の航空自衛官）
- 整備隊
  - 整備本部
  - 整備小隊
  - 装備小隊

## 主要幹部
| 官職名             | 階級    | 氏名     | 補職発令日     | 前職                       |
| ------------------ | ------- | -------- | -------------- | -------------------------- |
| 特別航空輸送隊司令 | 1等空佐 | 芹川武也 | 2025年07月31日 | 南西航空方面隊司令部幕僚長 |
| 副司令             | 1等空佐 | 藤井浩   | 2025年03月24日 | 航空自衛隊幹部学校勤務     |
| 第701飛行隊長      | 2等空佐 | 中尾大輔 | 2025年03月19日 | 特別航空輸送隊勤務         |

| 代 | 氏名       | 在職期間                        | 前職                                            | 後職                                                 |
| -- | ---------- | ------------------------------- | ----------------------------------------------- | ---------------------------------------------------- |
| 01 | 齋藤勇二   | 1992年04月10日 - 1993年12月01日 | 航空支援集団司令部監察官                        | 退職（空将補昇任）                                   |
| 02 | 前田邦明   | 1993年12月01日 - 1996年07月31日 | 第2輸送航空隊司令                               | 航空教育集団司令部教育部長                           |
| 03 | 山本哲也   | 1996年08月01日 - 1998年07月31日 | 偵察航空隊司令                                  | 航空教育集団司令部教育部長                           |
| 04 | 福山一行   | 1998年08月01日 - 2001年03月26日 | 航空自衛隊幹部学校主任教官                      | 作戦情報隊司令                                       |
| 05 | 橋爪俊輔   | 2001年03月27日 - 2002年08月01日 | 第1高射群司令                                   | 退職（空将補昇任）                                   |
| 06 | 渡邊聖夫   | 2002年08月01日 - 2003年12月20日 | 北部航空方面隊司令部幕僚長                      | 退職                                                 |
| 07 | 福山建志   | 2003年12月20日 - 2006年04月01日 | 警戒航空隊司令                                  | 退職（空将補昇任）                                   |
| 08 | 辻章嗣     | 2006年04月01日 - 2008年04月01日 | 北部航空方面隊司令部防衛部長                    | 退職（空将補昇任）                                   |
| 09 | 清藤勝則   | 2008年04月01日 - 2009年07月20日 | 第12飛行教育団司令 兼 防府北基地司令            | 第1航空団司令 兼 浜松基地司令 （空将補昇任）         |
| 10 | 浮須一郎   | 2009年07月21日 - 2011年04月14日 | 第11飛行教育団司令 兼 静浜基地司令              | 航空支援集団司令部幕僚長                             |
| 11 | 今瀬信之   | 2011年04月15日 - 2012年12月03日 | 統合幕僚監部運用部運用第1課長                   | 航空教育集団司令部教育部長                           |
| 12 | 細野英揮   | 2012年12月04日 - 2015年03月31日 | 航空幕僚監部人事教育部厚生課長                  | 航空総隊司令部監理監察官                             |
| 13 | 加藤木一浩 | 2015年04月01日 - 2017年08月06日 | 第13飛行教育団司令                              | 航空支援集団司令部勤務 →2017年9月24日 同司令部幕僚長 |
| 14 | 富﨑秀樹   | 2017年08月07日 - 2020年03月06日 | 航空幕僚監部運用支援・情報部 運用支援課輸送室長 | 第2輸送航空隊司令                                    |
| 15 | 中田茂     | 2020年03月07日 - 2022年02月12日 | 航空支援集団司令部防衛部長                      | 北部航空方面隊司令部幕僚長                           |
| 16 | 岩岡政治   | 2022年02月13日 - 2022年10月10日 | 第13飛行教育団司令                              | 航空支援集団司令部勤務                               |
| 17 | 山田眞也   | 2022年10月11日 - 2025年07月30日 | 航空支援集団司令部防衛部防衛課長                | 航空支援集団司令部幕僚長                             |
| 18 | 芹川武也   | 2025年07月31日 -                | 南西航空方面隊司令部幕僚長                      |                                                      |

## 特記事項
- 要人の乗降の際にタラップ（舷梯）で搭乗扉（搭乗口）横にて起立している警衛隊員は、同乗している整備員（機上整備員）である。